# Ігорівська ікона Божої Матері
Ігорівська ікона Божої Матері — ікона Богородиці, шанована чудотворною. Названа на честь Великого князя Київського Ігоря Ольговича, що молився перед іконою в останні хвилини життя і згодом канонізованого в лику благовірних князів і страстотерпців.
Православне свято відзначають 18 червня за юліанським календарем. За новоюліанським календарем, на який Православна церква України перейде з 1 вересня 2023 року, свято відзначатиметься щороку 5 червня.

## Історія ікони
Святкування ікони збігається зі святкуванням перенесення мощів великого князя Ігоря з Києва до Спасо-Преображенського собору в Чернігові, що відбулося 5 червня 1150 року. Пізніше образ був переміщений до приділу апостола Іоанна Богослова в Успенському соборі Києво-Печерської лаври, де залишався до початку XX століття; потім ікона знаходилася у вівтарі над жертовником у боці першомученика Стефана. Наразі місцезнаходження ікони невідоме. Уявлення про неї можна скласти за відтвореннями у виданнях про Києво-Печерську лавру.
Після перетворення монастиря на заповідник в післяреволюційний час ікона стала одним із експонатів давньоруського малярства. У 1924 році ікону було реставровано серед інших історичних пам'яток. Рішенням ВУАКу від 15 серпня 1924 року, крім виконання точної копії у фарбах, також зафотографували загальний вигляд образу Ігорівської Божої Матері з обох боків, зробивши по три відбитки з кожного негатива. Над іконою працював М. Касперович.
В процесі реставрації ікони Божої Матері Ігорівської між лаврською монастирською громадою та вченими — представниками ВУАКу почалися нерозуміння. Громада прохала залишити ікону як є — під пізнім замалюванням, у ризі, бо такою її звикли бачити віряни. Натомість директор Музею культів П. Курінний закликав громаду «до розуміння серйозності наукового підходу до реставрації і бажання побачити свої святині відчищеними від бруду віків і забезпеченими від фізичного нищення».
Художниця Є. Евенбах до 20 серпня 1924 року зробила копію у фарбах (місцезнаходження її невідоме). Протягом 34 днів у серпні-вересні 1924 року, М. Касперович провів розкриття ікони з-під суцільного (певно, олійного) замальовання. Він провів розкриття до первісного оліфного жовтавого покривного шару. Далі реставратор закріпив зруйнований левкас; втрати на берегах і на основному зображенні (від цвяхів) заповнив реставраційним ґрунтом і тонував нейтральним тоном акварелі. Причому саме малювання й облущену товщу фарби, окреслену темними тріщинами, залишив без "найменшого дотику". За результатами реставрації було зроблено чотири знімки з ікони.
Іконографічний тип — «Замилування» (Єлеуса). З часом місцезнаходження святині стало невідомим. Існують лише списки з ікони. Так, ікона «Богоматір Розчулення Ігоревська з Деїсусом і обраними святими», що відноситься мистецтвознавцями до кінця XV — початку XVI століть, знаходиться в колекції Державного Російського музею.
На думку Е. К. Гусєвої, найранішими з відомих списків ікони є дві ікони другої половини XVI століття (обидві в Державній Третьяковській галереї: одна походить із зібрань Павла Третьякова, інша надійшла з Державного історичного музею). Обидві виконані в Москві, можливо, за часів митрополита Макарія (1542—1563), коли в його майстернях створювалися повторення давніх шанованих ікон з точним дотриманням їхньої іконографії та розмірів.

## Святий благовірний князь Ігор Чернігівський
Ігор, великий князь Чернігівський та Київський (пом. 19.09.1147), у хрещенні Георгій, у чернецтві Гавриїл, у схимі Ігнатій; син князя Чернігівського Олега Святославича. За київське князювання боролися дві групи князів: Ольговичі (Олеговичі) та Мстиславичі, усі правнуки Ярослава Мудрого. Київський князь Всеволод Ольгович своїм гордовитим князюванням порушив ненависть киян до себе та своїх родичів. Після смерті Всеволода кияни цілували хрест братові його Ігореві, але тут же порушили хресне цілування, покликавши Мстиславичів і перейшовши під час битви на їхній бік. Полонений князь Ігор був посаджений у поруб (холодний зруб з колод без вікон і дверей) і там важко захворів. Перед смертю йому дозволили одягнутися в чернечий чин. Новопострижений Георгій одужав і прийняв схиму під іменем Ігнатій. Боротьбу за Київ продовжили двоюрідні брати Ігоря. Тоді київське віче, вирішивши помститися всім Ольговичам, вирішило розправитися з князем-ченцем. Озвірілий натовп увірвався під час літургії до храму, де схимник молився перед іконою Божої Матері (згодом названої Ігорівською), вбив його і поглумився над мертвим тілом. У 1150 році київський престол зайняв Юрій Долгорукий, а його союзник — чернігівський князь Святослав Ольгович, рідний брат Ігоря, урочисто переніс мощі страстотерпця до Спаського собору Чернігова.